# Município de Pultney (condado de Belmont, Ohio)
O município de Pultney (em inglês: Pultney Township) é um município localizado no condado de Belmont no estado estadounidense de Ohio. No ano de 2010 tinha uma população de 8.795 habitantes e uma densidade populacional de 130,32 pessoas por km².

## Geografia
O município de Pultney encontra-se localizado nas coordenadas 40° 01′ 02″ N, 80° 47′ 01″ O. Segundo a Departamento do Censo dos Estados Unidos, o município tem uma superfície total de 67.49 km², da qual 67,17 km² correspondem a terra firme e (0,48 %) 0,32 km² é água.

## Demografia
Segundo o censo de 2010, tinha 8.795 habitantes residindo no município de Pultney. A densidade populacional era de 130,32 hab./km². Dos 8.795 habitantes, o município de Pultney estava composto pelo 95 % brancos, o 3,25 % eram afroamericanos, o 0,13 % eram amerindios, o 0,19 % eram asiáticos, o 0,07 % eram de outras raças e o 1,36 % eram de uma mistura de raças. Do total da população o 0,5 % eram hispanos ou latinos de qualquer raça.